# ملادن براتیچ
ملادن براتیچ (صربی: Младен Братић؛ ۶ ژوئن ۱۹۳۳ – ۲ نوامبر ۱۹۹۱) یک سرلشکر اهل صربستان در ارتش مردمی یوگسلاو بود.
وی در جریان نبرد ووکوار و هنگامی‌که در تانک خود بود، توسط نیروهای گارد ملی کرواسی هدف شلیک خمپاره قرار گرفت و کشته‌شد.